# Караћ
Караћ је насељено мјесто у општини Прњавор, Република Српска, БиХ. Према попису становништва из 1991. у насељу је живјело 96 становника.

## Становништво
| Демографија (Караћ) (Кораћ) (Кораћ) (Кораћ) | Демографија (Караћ) (Кораћ) (Кораћ) (Кораћ) | Демографија (Караћ) (Кораћ) (Кораћ) (Кораћ) |
| Година                                      | Становника                                  | Становника                                  |
| ------------------------------------------- | ------------------------------------------- | ------------------------------------------- |
| 1948.                                       | 210                                         |                                             |
| 1953.                                       | 191                                         |                                             |
| 1961.                                       | 169                                         |                                             |
| 1971.                                       | 195                                         |                                             |
| 1981.                                       | 109                                         |                                             |
| 1991.                                       | 96                                          |                                             |